# 千足伸行
千足 伸行（せんぞく のぶゆき、1940年9月5日 - ）は、日本の美術評論家、成城大学名誉教授。広島県立美術館館長。

## 来歴
東京生まれ。1964年東京大学文学部を卒業後、TBS（東京放送）を経て国立西洋美術館勤務。1970年西ドイツ政府給費留学生としてミュンヘン大学に留学、1972年国立西洋美術館に復職。1979年成城大学文芸学部助教授を経て教授、2011年に退職し名誉教授。女優の鶴田真由は教え子。
2015年より広島県立美術館館長。世紀末芸術（象徴主義・耽美主義ほか）を専門とし多くの展覧会を企画した。

## 著書
- ロマン主義芸術 フリードリヒとその系譜 美術出版社、1978年
- もっと知りたいクリムト 生涯と作品 東京美術、2006年12月
- もっと知りたいミュシャ 生涯と作品 東京美術、2007年9月
- すぐわかる20世紀の美術 フォーヴィスムからコンセプチュアル・アートまで 東京美術、2008年7月、改訂版2010年8月
- もっと知りたい世紀末ウィーンの美術 クリムト、シーレらが活躍した黄金と退廃の帝都 東京美術、2009年
- 交響する美術－ルネサンスからピカソまで 小学館、2011年4月、論考大成。
- 西洋絵画の謎　大和書房ビジュアルだいわ文庫、2015年2月。小著、副題に6つのキーワードで読み解く
- 隠れ名画の散歩道　論創社、2013年
- ゴッホを旅する 論創社、2015年

## 共編著
- アール・デコの世界 5  世紀末都市のアール・デコ ウィーン 学習研究社、1990年11月
- ロートレックの食卓 林綾野共編著、講談社、2009年12月
- 〈西洋美術史を学ぶ〉ということ。高階秀爾／石鍋真澄共著、三元社、2014年12月。成城大学での記念シンポジウム報告書

## 主な画集解説
- ミュシャ作品集　パリから祖国モラヴィアへ　東京美術、2012年
- ミュシャ装飾デザイン集　『装飾資料集』『装飾人物集』　東京美術、2012年
- クリムト作品集 東京美術、2013年
- ミュシャ　スラヴ作品集 東京美術、2015年

## 翻訳
- 芸術と芸術批評 マックス・フリートレンダー 岩崎美術社、1968年、新版1991年
- マネ ピエール・クールテイヨン解説 美術出版社、1968年
- DURER H.T.ムスパー 美術出版社、1969年
- アール・ヌーヴォー S.T.マドセン 高階秀爾共訳、平凡社、1970年 / 美術公論社、1983年
- キュビスムへの道 D.H.カーンワイラー 鹿島研究所出版会、1970年
- ターナー ジョン・ウォーカー解説 美術出版社、1977年7月
- 現代美術の歴史 絵画・彫刻・建築・ニューアート サム・ハンター、ジョン・ジャコバス 美術出版社 1979年9月
- Kandinsky Hans K.Roethel解説 美術出版社、1980年3月
- ルーベンス エンツォ・オルランディ編、評論社、1980年6月
- 現代の絵画1945年以後 パウル・フォークト、三麗社、1981年11月
- グスタフ・クリムト アレッサンドラ・コミーニ メルヘン社、1989年2月
- ベルリン美術館 西 アンドレアス・グローテ他 共訳、岩波書店、1989年11月
- ゴッホの手紙 絵と魂の日記 H・アンナ・スー、監訳、西村書店、2012年7月

## 監修
- サージェント展 読売新聞社、1989年
- 華麗なるバロック絵画 ワルシャワ国立美術館展、1992年
- ケルン市立美術館所蔵　ドイツ絵画バロックから印象派まで 1992年
- ムンク展 「ザ・フリーズ・オブ・ライフ」"愛と死"　出光美術館、1993年
- 「ウィーン世紀末展」読売新聞社、1997年
- 「新西洋美術史」西村書店、1999年
- 「アール・ヌーヴォーとアール・デコ 蘇る黄金時代」小学館、2001年
- 「西洋絵画名作101選」小学館、2003年
- 「すぐわかる画家別幻想美術の見かた」東京美術、2004年
- 「すぐわかるキリスト教絵画の見かた」東京美術、2005年
- 「すぐわかるギリシア・ローマ神話の絵画」東京美術、2006年
- 「すぐわかる女性画家の魅力」東京美術、2007年5月
- 「すぐわかる西洋絵画よみとき66のキーワード」東京美術、2008年11月
- 「クリムト、シーレ：ウィーン世紀末展」読売新聞社、2009年
- 「THE ハプスブルク展」読売新聞社、2009年
- 「フェルメール展」産経新聞社、2018年10月、上野の森美術館